# Gare de La Baule-les-Pins
Ne doit pas être confondu avec Gare de La Baule-Escoublac ou Gare de Baule.
La gare de La Baule-les-Pins est une gare ferroviaire française de la ligne de Saint-Nazaire au Croisic, située sur le territoire de la commune de La Baule-Escoublac, dans le département de la Loire-Atlantique en région Pays de la Loire.
Elle est mise en service en 1927, par la compagnie du chemin de fer de Paris à Orléans (PO).
C'est une halte voyageurs de la Société nationale des chemins de fer français (SNCF) du réseau TER Pays de la Loire desservie par des trains express régionaux.

## Situation ferroviaire
Établie à 18 mètres d'altitude, la gare de La Baule-les-Pins est située au point kilométrique (PK) 508,304 de la ligne de Saint-Nazaire au Croisic, entre les gares de Pornichet et de La Baule-Escoublac.

## Historique

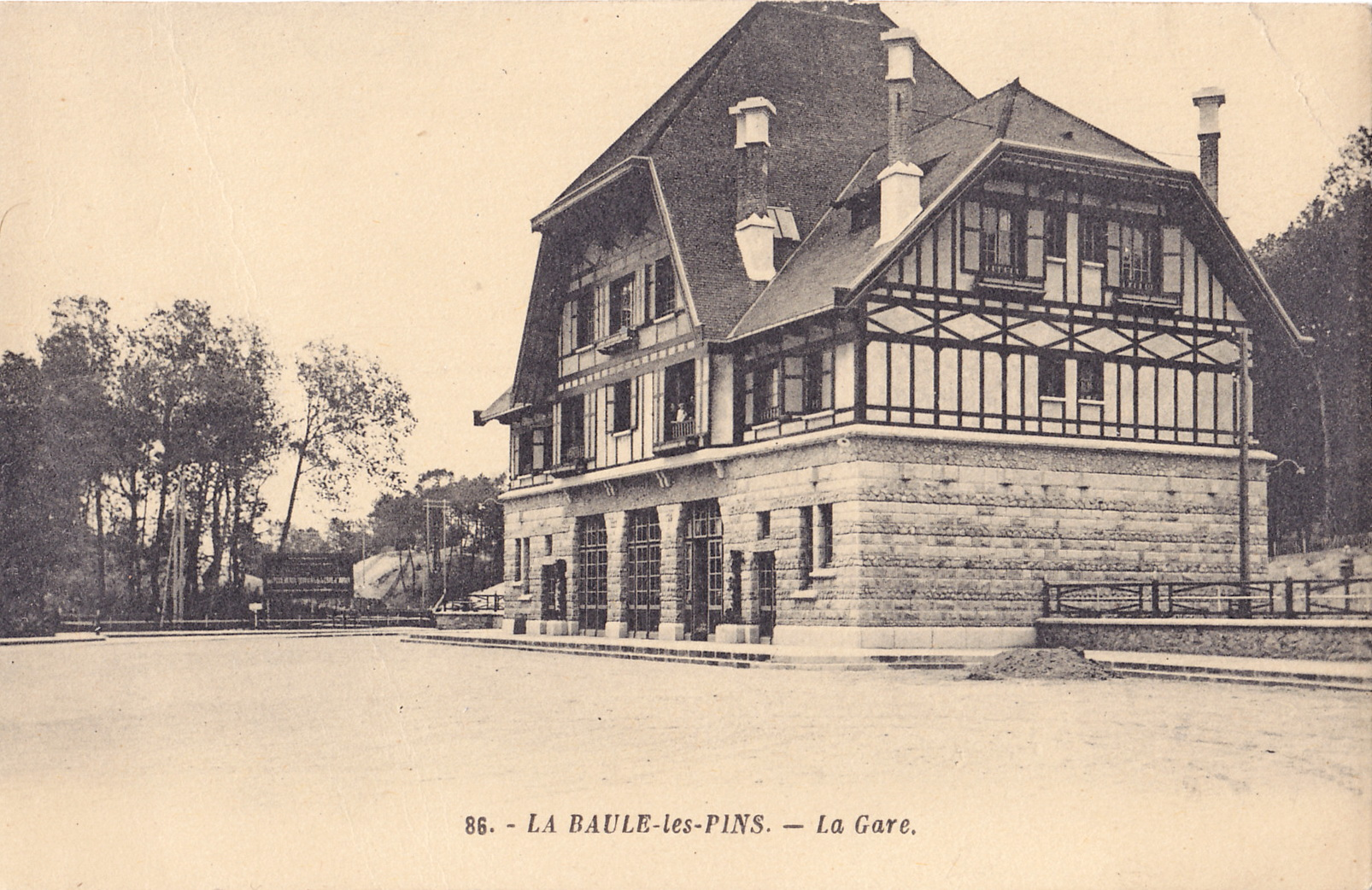
La gare au début de son exploitation

La nouvelle halte et son bâtiment, dessiné par Fernand Colin, sont inaugurés le 17 juillet 1927 par l'Administration des chemins de fer de l'État. La ligne de chemin de fer qui passait le long du remblai, fut déplacée à son emplacement actuel par l'intervention de Louis Lajarrige, homme d'affaires parisien et ancien député de la Seine. Ce dernier qui avait fait construire le lotissement du Bois d'Amour à La Baule-les-Pins, craignait alors que la voie ferrée ne gêne l'accès aux bains de mer.
Le bâtiment principal de la gare n'est plus utilisé pour le service ferroviaire, (les voyageurs accèdent directement aux quais), et est occupé, à la fin de 2011, par trois locataires dont un commissaire-priseur qui y a aménagé un hôtel des ventes. La SNCF, propriétaire des lieux, l'a mis en vente à cette date.
Cette gare sera réhabilitée par un groupe immobilier parisien, le Groupe François 1er, afin d'y faire des logements et un restaurant au rez-de-chaussée et toujours en place en 2014.
En 2017, selon les estimations de la SNCF, la fréquentation annuelle de la gare est de 18 606 voyageurs.

## Service des voyageurs

### Accueil
Halte SNCF, c'est un point d'arrêt non géré (PANG) à entrée libre.

### Desserte

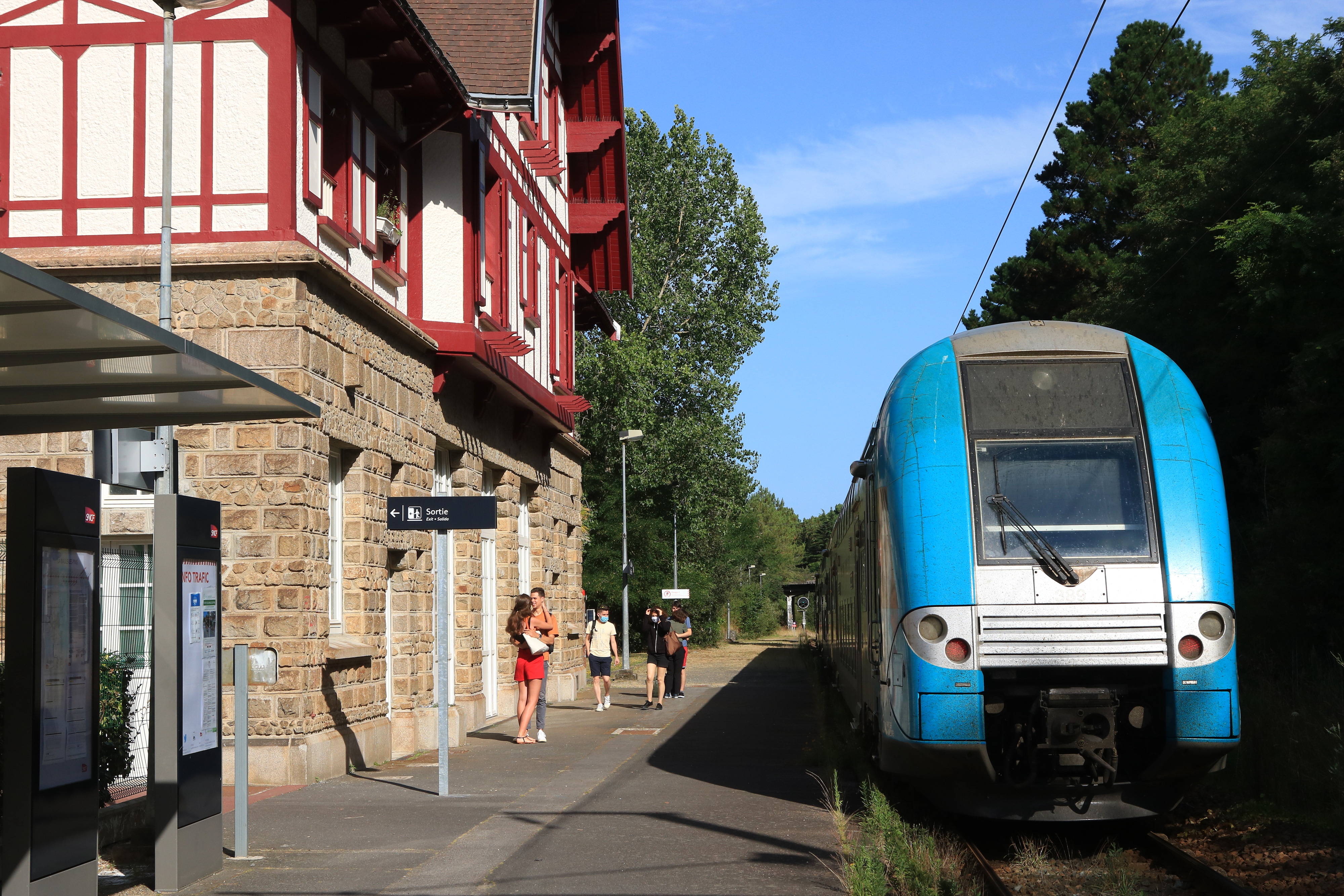
Un TER dessert la halte.

La Baule-les-Pins est une halte voyageurs du réseau TER Pays de la Loire, desservie par des trains express régionaux de la relation Nantes - Saint-Nazaire - Le Croisic (ligne 01).

### Intermodalité
Un parking pour les véhicules est aménagé à ses abords.

Installations de la halte
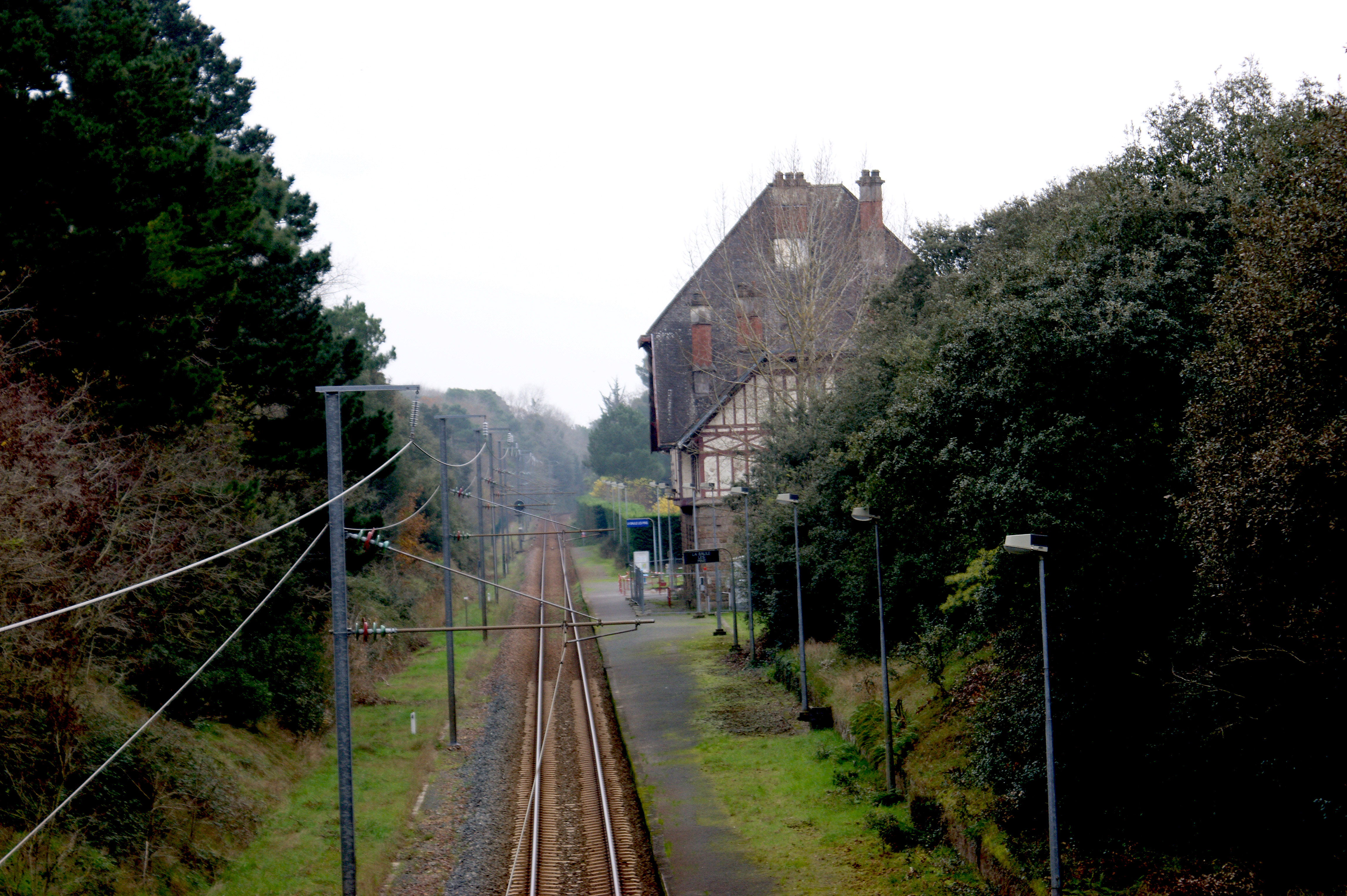
Halte vue du pont routier.
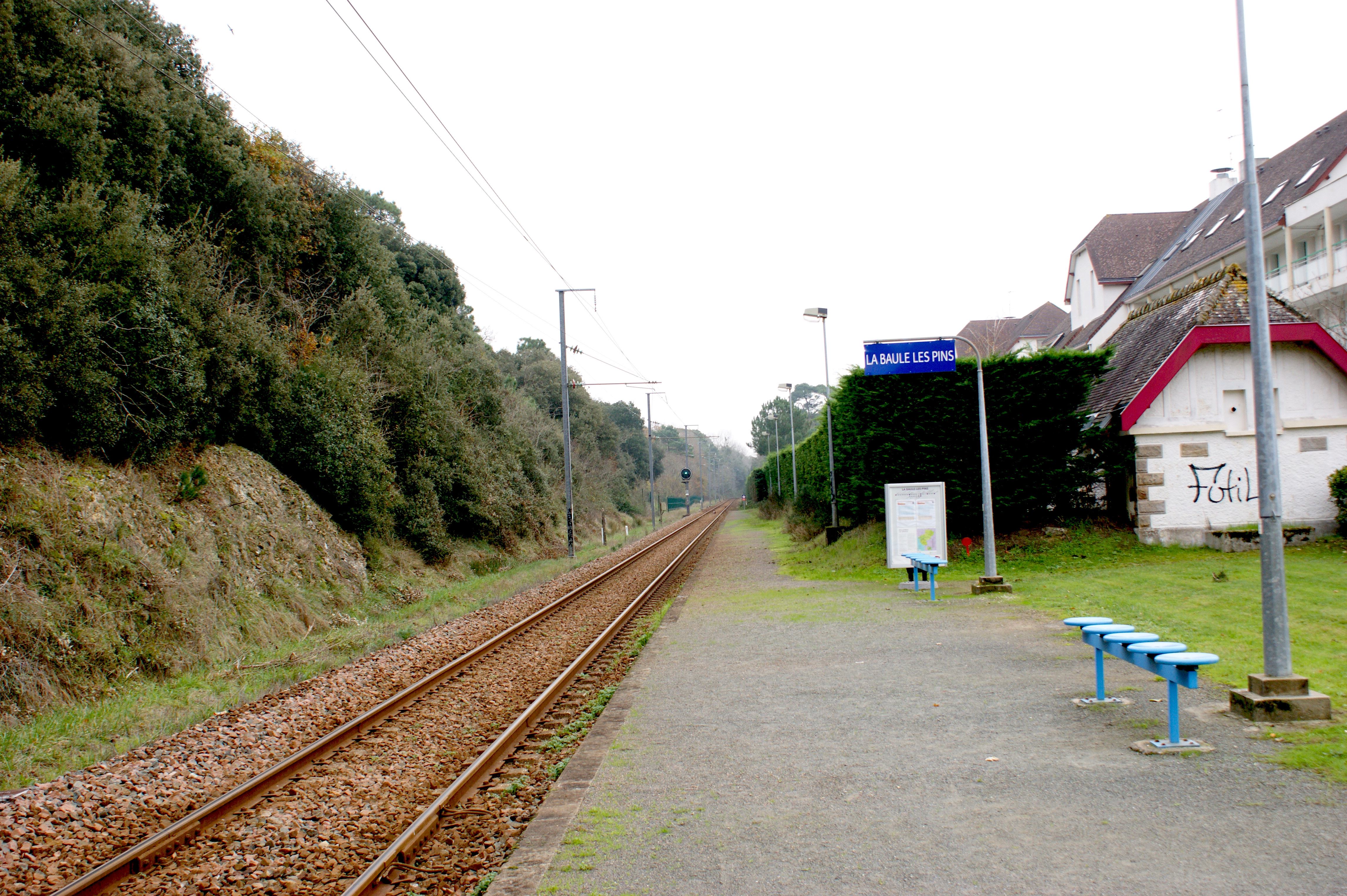
Halte et voie en direction de Saint-Nazaire.
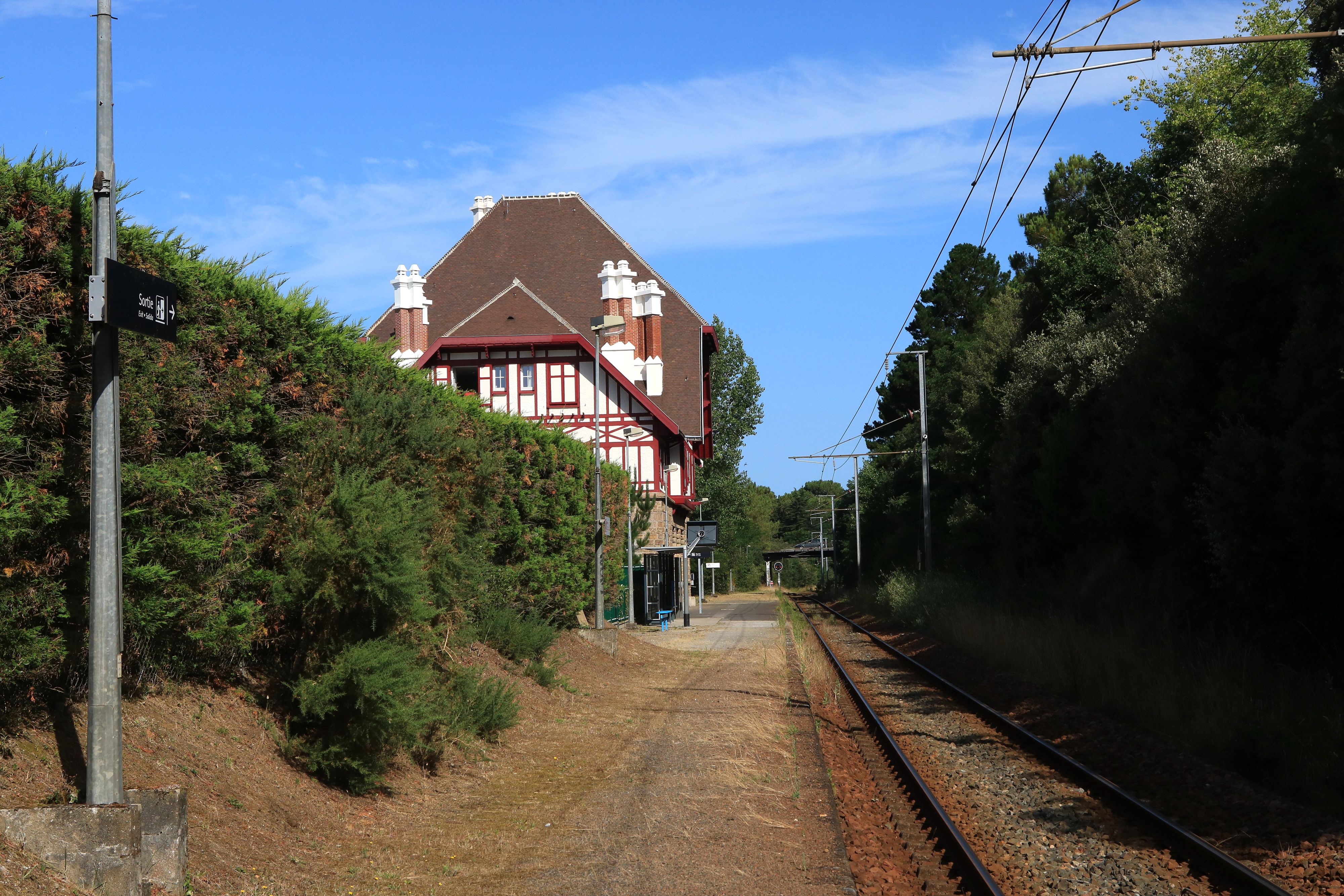
Ancien bâtiment voyageurs et quai en direction du Croisic.